# Pfarrkirche Kumitz

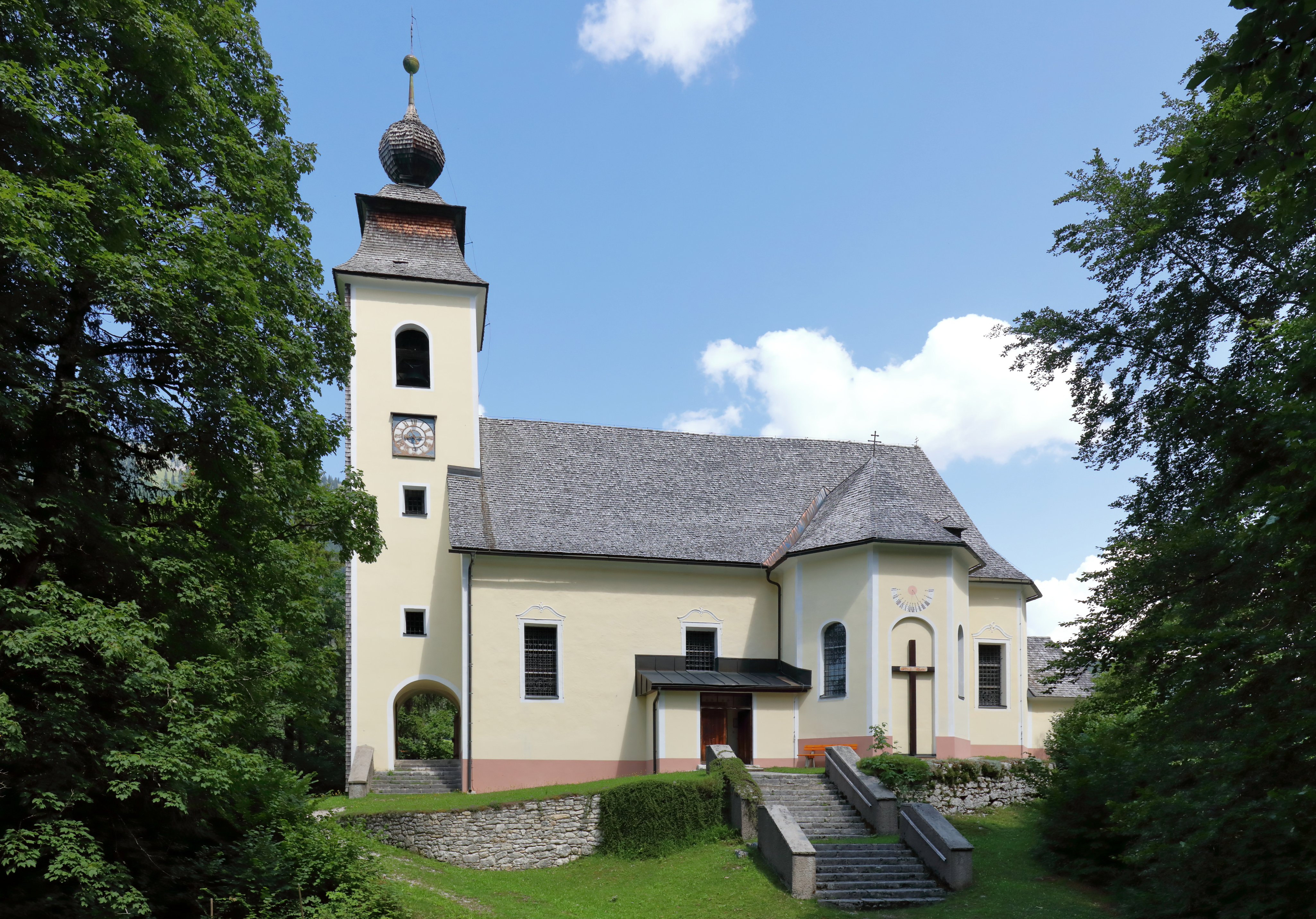
Pfarr- und Wallfahrtskirche hl. Maria bzw. Maria Kumitz

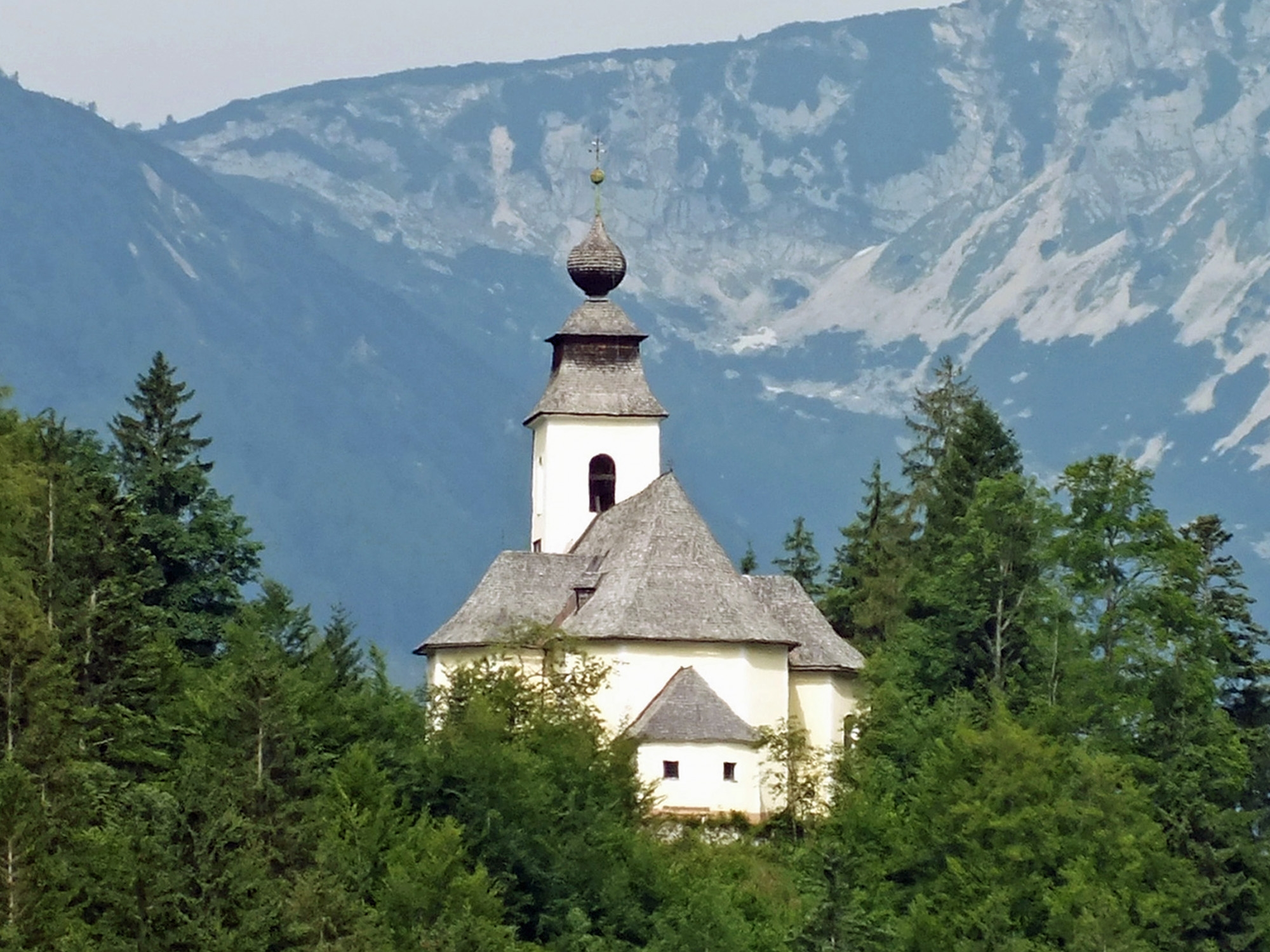
Fernansicht der Pfarrkirche Maria Kumitz

Die römisch-katholische Pfarr- und Wallfahrtskirche Kumitz steht auf einem Hügel nordwestlich von Bad Mitterndorf im Bezirk Liezen in der Steiermark. Sie ist dem Gedenktag Schmerzen Mariens geweiht. Die Pfarre Kumitz bildet mit den Pfarren Bad Mitterndorf und Tauplitz einen Pfarrverband im Dekanat Oberes Ennstal – Steirisches Salzkammergut. Die Kirche steht unter Denkmalschutz.

## Geschichte
Im Jahr 1717 wurde vom Ortszentrum Bad Mitterndorf ausgehend ein Kalvarienberg auf den Berg errichtet. Am Standort der heutigen Kirche wurde eine kleine Kalvarienbergkapelle errichtet. 1766 erfolgte die Grundsteinlegung für die heutige Kirche. Bis 1773 waren der Bau und Teile der Einrichtung, unter der Aufsicht von Pfarrer Matthias Strenberger vollendet. Der Kirchturm wurde in den Jahren 1778 und 1779 gebaut. 1782 erfolgte die Erhebung zur eigenständigen Pfarre. Restaurierungen erfolgten in den Jahren 1849 sowie zwischen 1967 und 1969.

## Kirchenbau
Das Langhaus ist annähernd quadratisch und platzlgewölbt. Die Wandpfeiler werden durch kräftige Gesimskapitelle abgeschlossen. Das Emporenjoch ist etwas schmäler und flacher als die Langschiffjoche und ist stichkappengewölbt. Der einjochige Chor ist eingezogen mit einem Halbkreisschluss. Auf der Außenseite endet der Chor in einem 3/8-Schluss, mit seitlichen Kapellenanbauten. Die niedrige Sakristei liegt östlich des Chores – sie ist die ehemalige Kalvarienbergkapelle von 1717. Das Erdgeschoß des Westturmes ist nach zwei Seiten hin geöffnet. Der Turm wird durch einen barocken Zwiebelhelm geschlossen.

## Ausstattung
Der Hochaltar von 1779 wurde vom Holzbildhauer und Maler Johann Fortschegger, der auch den freistehenden Tabernakel von 1773 und die Kanzel von 1774 schuf, errichtet. Alle drei Objekte wurden 1780 von Johann Pirker vergoldet. Auf dem Hochaltar steht eine spätgotische Pietà aus Holz von 1500. Über dem Hochaltar ist ein kleines barockes Fresko das die Heilige Dreifaltigkeit darstellt. Im Chor hängen 16 Fahnen im barocken Stil mit Motiven aus der Passion und dem Leben Mariens. Die Ewig-Licht-Ampel stammt aus der Bauzeit.
In den Seitenkapellen stehen neogotische Altäre aus den Jahren 1869 und 1873. Die Figur des heiligen Florians und die Taufsteingruppe wurden 1971 restauriert.
Die um 1300 gegossene Glocke wurde 1874 aus der Pfarrkirche Aussee hierher übertragen.
Auf dem Weg zur Kirche stehen fünf gemauerte barocke Stationskapellen mit Holztafelbildern.